# Secretaría General de Sanidad
La Secretaría General de Sanidad (SGS) de España fue el órgano directivo del Ministerio de Sanidad que durante la mayor parte de la historia reciente del Departamento asumió las políticas sanitarias. Desapareció en 2020 al recuperarse la Secretaría de Estado de Sanidad, órgano que asumió gran parte de sus funciones.

## Historia
Los orígenes de la actual Secretaría General de Sanidad se remontan a 1977 cuando, una vez restablecido el Ministerio de Sanidad, se creó la Subsecretaría de la Salud, que dirigía las competencias en materia sanitaria, farmacéutica y de salud pública y veterinaria. Dos años después, en 1979, se suprimió, pasando sus funciones a la Subsecretaría del Departamento.
Restablecido el Ministerio de Sanidad en 1981, se restableció este órgano, asumiendo también las funciones de la Subsecretaría departamental, que se suprimió, aunque apenas duro unos meses, hasta diciembre de 1982.
Años después, en septiembre de 1986, se volvió a restablecer, ahora llamada Secretaría General de Asistencia Sanitaria. En años posteriores, se renombró en diversas ocasiones —Secretaría General del Sistema Nacional de Salud, Secretaría General de Salud o Secretaría General de Gestión y Cooperación Sanitaria—
En 2008 la secretaría general recupera las competencias sobre productos sanitarios y farmacéuticos. A pesar de que en un principio mantendría su denominación, en 2012 decidió adoptarse la denominación de «Secretaría General de Sanidad y Consumo» al asumir de nuevo las funciones sobre los consumidores y sus derechos.
Con la creación del Ministerio de Consumo en 2020, el Ministerio de Sanidad perdió en favor de éste todas las funciones sobre el consumo y los consumidores, volviendo la secretaría general a ocuparse únicamente de cuestiones sanitarias. Asimismo, asumió competencias sobre el Plan Nacional de Drogas.
Como resultado de la pandemia de COVID-19 que afectó al mundo y a España en particular, en agosto de 2020 el ministro de Sanidad, Salvador Illa, decidió recuperar la Secretaría de Estado de Sanidad que ya había existido brevemente a finales de la década de los años 70 y principios de los 80. Esta Secretaría de Estado asumió la mayor parte de sus funciones, con la salvedad de algunas que asumió la nueva Secretaría General de Salud Digital, Información e Innovación del Sistema Nacional de Salud.

### Denominaciones
- Subsecretaría de la Salud (1977-1979)
- Subsecretaría de la Sanidad (1981-1982)
- Secretaría General de Asistencia Sanitaria (1986-1990)
- Secretaría General para el Sistema Nacional de Salud (1991-1992)
- Secretaría General de Salud (1992-1994)
- Secretaría General de Asistencia Sanitaria (1996-2000)
- Secretaría General de Gestión y Cooperación Sanitaria (2000-2002)
- Secretaría General de Sanidad (2002-2012; 2020)
- Secretaría General de Sanidad y Consumo (2012-2020)

## Dependencias
De la Secretaría General dependían, en su última etapa, los siguientes órganos:
- La Dirección General de Salud Pública, Calidad e Innovación.
- La Dirección General de Cartera Común de Servicios del Sistema Nacional de Salud y Farmacia.
- La Dirección General de Ordenación Profesional.
- La Delegación del Gobierno para el Plan Nacional sobre Drogas.
- El Gabinete Técnico, como órgano de apoyo y asistencia inmediata al Secretario General.

### Organismos adscritos
- Instituto Nacional de Gestión Sanitaria.
- Agencia Española de Seguridad Alimentaria y Nutrición.
- Organización Nacional de Trasplantes.
- Agencia Española de Medicamentos y Productos Sanitarios.
- Instituto de Salud Carlos III (solo para los asuntos sanitarios).

## Presupuesto
La Secretaría General de Sanidad tuvo un presupuesto asignado de 462 857 750 € para el año 2019, cuando aún poseía competencias sobre consumo. De acuerdo con los Presupuestos Generales del Estado de 2018, prorrogados para 2019, la SGSC participa en siete programas:
| N.º Programa                                          | Programa | Dotación      | Ref.   |
| ----------------------------------------------------- | --- | ------------- | ------ |
| 311O                                                  | Políticas de Salud y Ordenación Profesional | 3 176 470 €   | [ 10 ] |
| 311O                                                  | Políticas de Salud y Ordenación Profesional a través del Dirección General de Ordenación Profesional                                              | 9 304 690 €   | [ 10 ] |
| 313A                                                  | Prestaciones sanitarias y farmacia a través de la Dirección General de Cartera Básica de Servicios del Sistema Nacional de Salud y Farmacia       | 5 938 780 €   | [ 11 ] |
| 313A                                                  | Prestaciones sanitarias y farmacia a través de la Agencia Española de Medicamentos y Productos Sanitarios                                         | 47 049 670 €  | [ 11 ] |
| 313B                                                  | Salud pública, sanidad exterior y calidad a través de la Dirección General de Salud Pública, Calidad e Innovación                                 | 37 640 690 €  | [ 12 ] |
| 313C                                                  | Seguridad alimentaria y nutrición a través de la Agencia Española de Consumo, Seguridad Alimentaria y Nutrición                                   | 16 143 470 €  | [ 13 ] |
| 313D                                                  | Donación y trasplante de órganos, tejidos y células a través de la Organización Nacional de Trasplantes                                           | 4 104 480 €   | [ 14 ] |
| 492O                                                  | Protección y promoción de los derechos de los consumidores y usuarios a través del Dirección General de Consumo                                   | 13 737 350 €  | [ 15 ] |
| 492O                                                  | Protección y promoción de los derechos de los consumidores y usuarios a través del Agencia Española de Consumo, Seguridad Alimentaria y Nutrición | 25 000 €      | [ 15 ] |
| 000X                                                  | Transferencias internas | 17 523 930 €  | [ 16 ] |
| 000X                                                  | Transferencias internas a través de la Dirección General de Salud Pública, Calidad e Innovación                                                   | 574 510 €     | [ 16 ] |
| 000X                                                  | Transferencias internas a través de la Dirección General de Cartera Básica de Servicios del Sistema Nacional de Salud y Farmacia                  | 244 983 660 € | [ 16 ] |
| 000X                                                  | Transferencias internas a través de la Agencia Española de Medicamentos y Productos Sanitarios                                                    | 62 610 050 €  | [ 16 ] |
| Total presupuesto de la Secretaría General de Sanidad | Total presupuesto de la Secretaría General de Sanidad                                                                                             | 462 857 750 € |        |

## Secretarios Generales
- José de Palacios y Carvajal (1977-1978)[17]
- José Javier Viñes Rueda (1978-1979)[18]
- Luis Valenciano Clavel (1981-1982)[19]
- Eduardo Arrojo Martínez (1986-1989)
- Rodrigo Molina Fernández (1991-1992)
- Marcos Peña Pinto (1992-1993)
- Jesús Adolfo Gutiérrez Morlote (1993-1994)
- Alberto Nuñez Feijóo (1996-2000)
- Rubén Moreno Palanques (2000-2002)
- Rafael Pérez-Santamarina Feijoo (2002-2004)
- Fernando Lamata Cotanda (2004-2005)
- José Martínez Olmos (2005-2011)
- Alfonso Jiménez Palacios (2011-2011)
- Pilar Farjas Abadía (2011-2014)
- Rubén Moreno Palanques (2014-2015)
- José Javier Castrodeza Sanz (2015-2018)
- Ricardo Campos Fernández (2018-2018)
- Faustino Blanco González (2018-2020)